# Partia Radykalna Ołeha Laszki
Radykalna Partia Ołeha Laszki (ukr. Радикальна партія Олега Ляшка) – ukraińska partia polityczna o profilu narodowo-liberalnym, określana jako ugrupowanie wodzowskie i populistyczne, a także nacjonalistyczne.

## Historia
Partia powstała w sierpniu 2010 w Mikołajowie jako Ukraińska Partia Radykalno-Demokratyczna (ukr. Українська демократично-радикальна партія), na czele której stanął Władysław Telipko. 28 września 2010 została oficjalnie zarejestrowana w Ministerstwie Sprawiedliwości. 8 sierpnia 2011 nowym liderem został wybrany poseł Ołeh Laszko, który wkrótce doprowadził do zmiany nazwy ugrupowania.
W wyborach parlamentarnych w 2012 partia nie przekroczyła wyborczego progu, jej lider obronił natomiast mandat deputowanego do Rady Najwyższej Ukrainy, wygrywając w okręgu większościowym. Ugrupowanie zaczęło zyskiwać popularność w 2014 w okresie kryzysu krymskiego i wojny w Donbasie, głównie dzięki głoszeniu haseł radykalnych i populistycznych. Komentatorzy wskazywali, że działalność Ołeha Laszki, promowana w kanale telewizyjnym Inter, była faktycznie politycznym projektem Serhija Lowoczkina, bliskiego współpracownika Wiktora Janukowycza.
W przedterminowych wyborach parlamentarnych w 2014 Partia Radykalna odnotowała poparcie na poziomie ponad 7,4%, wprowadzając do Rady Najwyższej 22 posłów, wśród których znaleźli się poza jej liderem także piosenkarka Inna Bordiuh, działacz nacjonalistyczny Jurij Szuchewycz i pływak Denys Syłantiew. Partia dołączyła do koalicji rządowej współtworzącej powołany po wyborach gabinet Arsenija Jaceniuka. Opuściła ją jednak we wrześniu 2015. W wyborach w 2019 partia otrzymała 4,0% głosów, nie przekraczając wyborczego progu.